# 星星 (诗刊)
《星星》是中华人民共和国创办最早的诗歌类刊物，1957年1月1日创办于四川成都。《星星》创刊伊始就因政治问题酿成《星星》诗案，1960年10月被中共四川省委勒令停刊。《星星》和《诗刊》都是创办于1957年1月，并且是1949年至1966年间中国大陆仅有的2本诗歌类刊物，在中华人民共和国当代诗歌史上有着独特的地位。1979年10月复刊后《星星》成为老一代归来者诗歌和新一代朦胧诗的舞台，2001年被提名为成都的标志之一。

## 创办与停刊
1956年4月28日，毛泽东提出“百花齐放、百家争鸣”方针（双百方针）。为了响应毛泽东主张，中国作协多次召开会议要求文艺刊物应该有自己的特色。受此号召，《星星》于1957年1月1日在四川成都应运而生，以毛泽东的诗句“星星之火，可以燎原”作为刊名，编辑部由编辑主任白航，执行编辑石天河，编辑白峡、流沙河四人组成，为1956年社会主义改造之后少见的民间刊物。《星星》的创刊号支持双百方针的多元化，欢迎各种不同流派、风格、题材的诗歌，有别于当时服务于政治、歌颂社会主义的主流诗歌。根据白航的回忆，刊物最初定名为《星》，但因为和苏联刊物撞名而另取名字。主编白航在介绍创刊采访的时候称：“诗歌的春天来到了！不单是诗，整个文学也一样，正在解冻。”很快，《四川日报》开始发表批判文章，指责《星星》违反了中国共产党的政治原则，称白航映射双百“解冻”之前的社会主义文学为冰封，并将《星星》创刊号中没有显著政治倾向的情诗称作“死鼠乱抛”，将之与“旧中国”的鸳鸯蝴蝶派相提并论。针对批判，石天河以《诗与教条——斥“死鼠乱抛”的批评》驳斥批评者的扣帽子、贴标签、耍大棒，即便是在《四川日报》约谈之后仍然试图将编辑部的反驳文章结集向文艺界分发，结果整个编辑部都受到四川文联机关大会的批斗，流沙河在创刊号发表的《草木篇》更是在批斗中上升为“散发着仇视人民、仇视现实的毒素”、“向人民发出的一纸挑战书”。
1957年3月8日，毛泽东在同文艺界代表谈话时谈及《草木篇》称：“不要因为有些《草木篇》，有些牛鬼蛇神，就害怕得不得了……‘关关雎鸠’的问题嘛，我看就算了。”于是四川文联再度主持会议反省了对《草木篇》的批判，《星星》的政治问题似乎已经得到解决。然而随着6月8日反右运动的到来，《星星》再度成为政治斗争的对象，记者姚丹在《文汇报》、《人民日报》发表文章指控《星星》编辑部为“反党阴谋集团”，随后12月14号四川省文联召开机关大会，石天河“按现行反革命罪，由公安机关依法逮捕”，将编辑部在内的24人定性为“反革命小集团”，这场文字狱也被称作《星星》诗案。这24人有储一天、陈谦、遥攀、万家骏、徐航、丘原、白堤、沈镇、杨千廷、华剑、罗有年、张宇高、李加建、王志杰、李远弟、孙遐龄、张望，许明权、李明隽、杨光裕、晓枫以及《星星》编辑部的白航、石天河、流沙河，但是受到为这24人声援、抗议者遍及全国。根据流沙河回忆他当时每日收到的支持信件可以有一箩筐，然而为了自保不得不上交这些信件并写2万字自白承认四川有两个以石天河为首的“反党小集团”，因此在涉事者之外大量支持者受到殃及，亲历者之一的严家伟称总数可达万人。
虽然遭遇文字狱，《星星》仅仅是改换了编辑团队，由与石天河等人有嫌隙的李累、傅仇接手，并未在反右运动中停止发行。新主编李累主持下的《星星》以“为工农服务，为社会主义服务”为编辑方针。1958年《星星》响应毛泽东提出的“古典加民歌”和当时的“新民歌运动”，提出“诗歌下放”、“新诗的民歌化”的口号，称新诗并不受到人民群众认可，主张诗人要下放到工农群众中学习写诗，结果讨论的结果不仅否定了新诗的价值，甚至还有有人要求新诗歌回到民歌类似的五七言，回归事实上的古体诗，《星星》本身牵扯到政治立场问题中。《星星》提出的讨论似乎暗示毛泽东的主张应该经过社会讨论，有质疑毛泽东思想权威性的嫌疑，虽然《星星》本来不应刊登反对的文章，但是还是针对“雁翼”和“红百灵”反对借民歌贬低新诗的来信进行曲解和政治批判，将其文学观点定性为反对省委意见、和劳动人民争夺主导权。结果《星星》期刊反而因为刊载了反对意见而受到四川省委领导的关注，1960年10月刊物因为省委指示停刊检查，1960年12月5日四川宣布将《星星》并入《四川文学》，事实宣告了《星星》的停刊。

## 复刊与鼎盛
1979年9月，四川省委为《星星》诗案和4位编辑平反，虽然当事人沉冤20多年后终于得雪，但历经文革洗礼之后对于社会的认知焕然一新。例如石天河早年信奉阶级斗争，在晚年关注人道主义和民主价值。由初创团队编辑的《星星》在1979年10月复刊，臧克家为此作诗《祝<星星>重光》刊登复刊号。相较早先复刊、并投入四五运动和粉碎四人帮的《诗刊》，《星星》更加理性的对待政治抒情诗，去政治化相对比较彻底。《星星》在复刊伊始主要关注“归来者”，即文革前成名、因文革中断写作、文革后复出的诗人，这些人包括公刘、流沙河、邵燕祥、艾青、蔡其矫、孙静轩，诗歌的主题主要为反思文革的悲剧，主张诗歌不是文革口号应该联系生活，强调社会主义现实主义。《星星》的复刊旋即引发了社会对朦胧诗的讨论，开启了1980年代的朦胧诗大讨论。老诗人公刘在复刊号发表的《新的课题——从顾城同志的几首诗谈起》，虽然他理解朦胧诗和新生代诗人，但仍然号召老一代诗人引导新生代诗人回到社会主义文学的道路中以"避免走上危险的道路"；丁力、鲁扬、李丛中和臧克家更是是批判朦胧诗晦涩、古怪甚至不是诗、是“社会主义文艺发展中的一股逆流”；与之相对，新一代的北岛、舒婷、顾城、杨炼则在《星星》不断发表自己的作品和见解，反驳老一辈诗人的指责。:6-10
《星星》在复刊以后致力于新诗的复兴和新诗人的培养。虽然《星星》的主编大多持老一辈诗人的现实主义立场，但对于新生代诗人的现代主义朦胧诗相对包容。主编白航曾发文点评当时尚为民间刊物的《今天》，肯定朦胧诗人的新风格和对社会现实的批判，但是批判朦胧诗中向往黑暗、死亡、虚无的一面。1981年中国作协举办“1979-1980年全国中青年诗人优秀新诗评奖”，白航因为评比政治色彩太强发文批判：“诗坛的论争——特别是对朦胧诗的论争很激烈（但对文艺问题，不要生硬地往政治上去拉扯，过去的经验教训，难道这么快就忘怀了吗）。”为此，《星星》相应创办了“星星诗歌创作奖”，将新生代诗人顾城、傅天琳、徐敬亚纳入了获奖者之列。随着1984年第三代诗群对朦胧诗的否定和对现代主义更加激进的探索，《星星》对现代主义的态度则变得迟疑和保守。《星星》从1982年开办诗歌入门知识讲座，流沙河则在1983年发表“写诗十二课”和“十二象”系统教导诗歌理论，1988年起《星星》开办两届诗歌函授班。:11-311986年12月，《星星》为创刊30周年举办的“中国·星星诗歌节”暨“我最喜爱的10位当代中青年诗人”引发了全国性热潮，成为《星星》诗刊举办过的影响最深远的的活动，各地受此影响举办了大量诗歌节庆。在全国读者提名和选举下，总计有800多名作家被提名，其中舒婷、北岛、傅天琳、杨牧、顾城、李钢、杨炼、叶延滨、江河、叶文福10人成为最终获奖者。

## 1990年代至今
1990年代随着电视剧、电影、流行音乐的崛起以及国企改制、下海创业的背景，社会更加关注物质财富，诗歌也相较1980年代陷入低谷。同时因为出版业的解禁，《星星》和《诗刊》不再是中国大陆唯二的诗歌类杂志，还需要与新兴同类报刊进行竞争，因此也开始走下坡路。从1990年代开始，《星星》的编辑部开始走出象牙塔，积极探索社会议题，在全国各地开展诗歌推介活动。1999年《星星》第1期发表了《下世紀學生讀什麼詩？——關於中國詩歌教材的討論》，提出现有中学教材的诗歌大多取材自文革以前，思想僵化并且落后于时代。这篇文章在获得社会积极响应的同时，也遭受保守势力的强烈反扑。2000年12月劉貽清主編的《改革還是改向》批判《星星》的支持者：“觀20世紀最後三年，意識形態領域的這一股錯誤思潮，其來勢之兇猛、氣焰之囂張，達到了前所未有的顛峰！顯然，其終極目的是要改寫中國共產黨領導的革命和建設的歷史，否定馬克思主義、毛澤東思想、鄧小平理論，否定中國共產黨的領導，否定社會主義，使乾坤顛倒，媸妍易位，與我們爭奪青少年一代。”面对保守势力的压力以及“资产阶级自由化”的高帽，《星星》被迫服软，但海子和舒婷的诗歌还是借助这次讨论选入中学语文教材。
2001年开始网络诗歌盛行一时，许多文学类报刊也开始跟风刊载网络诗歌。《星星》为应时代在2002年由月刊改为半月刊，每月上半月保持原有的原创诗歌内容，下半月则取材自当时兴盛网络诗歌，“以梳理、引导和规范网络诗歌为目的，以纸版形式介入和选发国内诗歌网络站点的优秀诗歌”，并且在2003、2005年获得国家期刊奖。在网络诗歌热潮退去后，《星星》在2006年将下半月刊改为诗歌理论，成为了中国大陆第一份诗歌理论刊物。2013年《星星》在与四川师范大学文理学院合作获得1000万投资后，将发行周期改为每月3期，新增月末版发行散文诗，并与北京师范大学中国当代新诗研究中心、国际汉语诗歌协会创设了海子诗歌奖。2017年，推出中国大陆首家诗歌刊物手机应用——星星诗刊APP，同年被四川广电局评为“四川品牌报刊”。2020年1月转型为杂志社。根据2021年统计，《星星》的年发行量超过30万册。

## 延伸阅读
- 王學東. . 台北: 花木兰文化事业有限公司. 2023. ISBN 978-986-518-952-5.
- 王學東. . 台北: 花木兰文化事业有限公司. 2023. ISBN 978-986-518-953-2.
- 王學東. . 台北: 花木兰文化事业有限公司. 2023. ISBN 978-986-518-954-9.
- 王學東. . 台北: 花木兰文化事业有限公司. 2023. ISBN 978-986-518-955-6.
- 王學東. . 台北: 花木兰文化事业有限公司. 2023. ISBN 978-986-518-956-3.